# Ernst Kriesche

Bismarckturm Weimar, Aufnahme aus den 1930er Jahren

Ernst Wilhelm Kriesche (geb. 2. Juli 1849 in Passow; gest. 1935 in Weimar) war ein deutscher Architekt in Weimar.
Kriesche war von 1897 bis 1910 Direktor der Großherzoglich-Sächsischen Baugewerkenschule Weimar. Kriesche entwarf den Bismarckturm in Weimar 1900, der am 27. Oktober 1901 eingeweiht wurde. 1949 wurde er gesprengt und durch den Glockenturm ersetzt, der das Mahnmal des Konzentrationslagers Buchenwald darstellt. Kriesche war seit 1883 Amtsgehilfe in der Oberbaudirektion unter Carl Heinrich Ferdinand Streichhan in Weimar tätig. Zuvor war Kriesche Königlich-Preußischer Regierungsbaumeister in Stettin. Er wurde Nachfolger von Otto Stahr in Weimar als Oberbaudirektor. Kriesche schrieb 1909 eine Festschrift zum 50-jährigen Bestehen der Großherzoglich-Sächsischen Baugewerkenschule Weimar.

## Werke (Auswahl)
- Ernst Kriesche: Zum fünfzigjährigen Bestehen der Großherzoglisch-Sächsischen Baugewerkenschule 1859 – Weimar – 1909, Straubing & Müller, Weimar 1909.
- Die Stadt Weimar : ihre Sehenswürdigkeiten und nächsten Umgebungen, Schwier, Weimar 1914.
- Die Stadt Weimar zur Zeit Goethes, Huschke, Weimar 1908 bzw. 1909.